# Bâtiment de Jovan Ekstein
Le bâtiment de Jovan Ekstein (en serbe cyrillique : Зграда Јована Екштајна ; en serbe latin : Zgrada Jovana Ekštajna) est situé à Zrenjanin, dans la province de Voïvodine et dans le district du Banat central, en Serbie. Avec l'ensemble du quartier ancien de la ville, il est inscrit sur la liste des entités spatiales historico-culturelles de grande importance de la république de Serbie (identifiant no PKIC 48) et, à ce titre, sur la liste des monuments culturels serbes protégés.

## Présentation
L'usine de cuir Jovan Ekstein et fils, fondée par Adolf Ekstein, a été fondée en 1865 et, en 1926, elle employait 100 ouvriers et exportait toutes sortes de produits en peaux, notamment à l'étranger. La famille Ekstein était alors l'un des familles juives les plus riches de la ville.
Le bâtiment, situé 39 rue Aleksandra I Karađorđevića, a été construit en 1939 pour Jovan Ekstein par le maître d'œuvre Mihály Matterh dans un style moderniste. Le rez-de-chaussée servait de magasin et d'entrepôt tandis que l'étage accueillait des bureaux.